# Jean-Louis Cazes
Jean-Louis Cazes (Bayonne, 2 ottobre 1951) è un ex calciatore francese, di ruolo difensore.

## Carriera
Dopo l'esordio professionistico al Saint-Étienne nella stagione 1974-75, venne ceduto al Bastia al quale legò il resto della carriera, conclusasi nel 1984. Ha totalizzato 277 presenze nella massima serie francese e 14 incontri nelle coppe europee, partecipando a tutte le gare disputate dai Turchini nella Coppa UEFA 1977-78 e nella Coppa delle Coppe 1981-82.

## Palmarès
- Campionato francese: 1

Saint-Étienne: 1974-75
- Coppa di Francia: 1

Bastia: 1980-81